# Carl Ferdinand Nieper

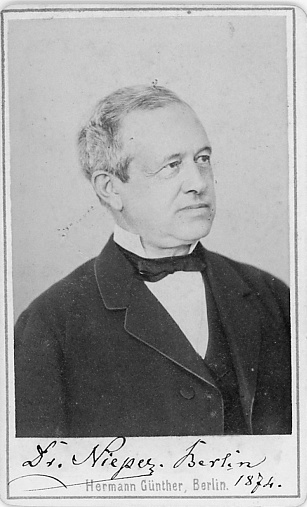
Carl Ferdinand Nieper (1812–1879). Photographie von Hermann Günther, Berlin. um 1874

Carl Ferdinand Lambert Nieper (* 1. April 1812 in Hannover; † 9. Mai 1879 ebenda) war ein Jurist und Reichstagsabgeordneter.
Nieper besuchte das Gymnasium Andreanum in Hildesheim und studierte Rechtswissenschaft an den Universitäten in Göttingen und Berlin von 1829 bis 1833. 1833 trat er in den Hannoverschen Staatsdienst, 1843 war er in der Verwaltung als Referent, später als Unterstaatssekretär in den Ministerien des Innern und des Kultus bis 1854. Dann wurde er stellvertretender Präsident in der obersten Steuerverwaltung und schließlich Landdrost von Ostfriesland in Aurich bis 1866. 1864 war er ernannter Bundes-Zivilkommissar in den Herzogtümern Holstein und Lauenburg für Hannover. Nach der Auflösung Hannovers wurde er von der Preußischen Regierung zur Disposition gestellt und 1876 in dauernden Ruhestand versetzt.
Von 1871 bis zu seinem Tode 1879 war er Mitglied des Deutschen Reichstags für den Wahlkreis Provinz Hannover 7 (Neustadt a.R. – Nienburg – Stolzenau – Fallingbostel).